# Уряд Барньє
Уряд Барньє — сорок шостий уряд Франції періоду П'ятої республіки, сформований 5 вересня 2024 року під головуванням Мішеля Барньє, який був призначений прем'єр-міністром 5 вересня 2024 року.

## Історія
Після розпуску 17-го законодавчого органу П'ятої Французької Республіки Макрон, Емманюель Емманюелем Макроном 9 червня, парламентські вибори у Франції (2024 | дострокові вибори до парламенту) відбулися 30 червня та 7 липня. Хоча очікувалося, що Національне об'єднання займе перше місце, згодом воно посіло третє місце після Нового народного фронту, який посів перше місце, і Разом за Республіку, яка посіла друге місце.

## Склад уряду
- Прем'єр-міністр — Мішель Барньє;
  - Міністр-делегат, офіційний представник уряду — Мод Брежон
  - Міністр-делегат зі зв'язків з парламентом — Наталі Делаттр[fr]
  - Міністр-делегат у справах Європи — Бенжамен Хаддад[fr]
- Міністр за прем'єр-міністра у справах заморських територій — Франсуа-Ноель Бюффе
- Міністр за прем'єр-міністра у справах бюджету та громадських рахунків — Лоран Сен-Мартен
- Міністр європейських та закордонних справ — Жан-Ноель Барро
  - Міністр-делегат у справах зовнішньої торгівлі та французів за кордоном — Софі Прима[fr]
  - Міністр-делегат у справах Європи — Бенжамен Хаддад[fr]
  - Державний секретар у справах франкофонії та міжнародного партнерства — Тані Мохаммед Суаліхі[fr]
- Міністр екологічних перетворень, енергетики, клімату та запобігання ризикам — Аньєс Паньє-Рюнаше
  - Міністр-делегат у справах енергетики — Ольга Живерне[fr]
- Міністр житлового господарства, реновації міст та соціальних гарантій — Валері Летар
- Міністр національної освіти — Анн Жанте
  - Міністр-делегат у справах шкільної успішності та професійного навчання — Олександр Портьє[fr]
- Міністр спорту, у справах молоді та спортивних товариств[fr] — Жиль Авру
- Міністр економіки, фінансів та промисловості — Антуан Арман
  - Міністр-делегат промисловості — Марк Ферраччі[fr]
  - Міністр-делегат соціальної та солідарної економіки, зацікавленості та участі — Марі Аньєс Пусьє-Венсбак
  - Міністр-делегат економіки туризму — Марина Феррар[fr]
  - Державний секретар у справах споживання — Лоранс Гарньє[fr]
- Міністр Збройних сил і у справах ветеранів — Себастьян Лекорню
  - Міністр-делегат — Жан-Луї Тьєріо[fr] (з 27 вересня 2024)
- Міністр внутрішніх справ — Брюно Ретайо
  - Міністр-делегат у справах повсякденної безпеки — Ніколя Дарагон[fr]
  - Державний секретар у справах громадянства та боротьби з дискримінацією — Отман Нару[fr]
- Міністр праці та зайнятості[fr] — Астрід Паносян
- Міністр солідарності, автономності літніх і рівності між чоловіками та жінками — Поль Крістоф
  - Міністр-делегат у справах сім'ї та дитинства — Аньєс Канайє
  - Міністр-делегат у справах осіб з обмеженими можливостями — Шарлотта Пармантьє-Лекок (з 27 вересня 2024)
  - Державний секретар у справах рівності між чоловіками та жінками — Саліма Саа[fr]
- Зберігач печаток, міністр юстиції — Дідьє Міго
- Міністр культури — Рашида Даті
- Міністр вищої освіти та наукових досліджень — Патрік Етзель
  - Державний секретар у справах штучного інтелекту та цифровізації — Клара Шаппаз[fr]
- Міністр сільського господарства, продовольчого суверенітету та лісового господарства — Анні Женевар
- Міністр охорони здоров'я та доступу до медичної допомоги[fr] — Женевьева Даррьосек
- Міністр державної служби, спрощення та перетворення функцій[fr] — Гійом Казбарян
  - Міністр співробітництва з регіонами та децентралізації — Катрін Вотрен
  - Міністр-делегат у справах сільської місцевості, торгівлі та ремесел — Франсуаза Гатель
  - Міністр-делегат у справах транспорту — Франсуа Дюровре[fr]
  - Міністр-делегат у справах моря і рибальства — Фабрис Лоєр[fr]